# Tullio Mobiglia
Tullio Mobiglia  (* 11. April 1911 in Carezzano; † 24. Juli 1991 in Helsinki) war ein italienischer Jazzmusiker (Tenorsaxophon, auch Geige) und Bandleader, der im Berlin der Kriegszeit aktiv war.

## Leben und Wirken
Mobiglia studierte am Conservatorio Niccolò Paganini di Genova, leitete in den 1930er-Jahren in Italien ein eigenes Jazzorchester. Musikalisch war er von Coleman Hawkins beeinflusst. In Berlin, wohin er Ende 1940 gekommen war, hatte er Engagements in Nachtclubs und Bars des Bayerischen Viertels, wie der Rosita Bar. Sein Sextett lehnt sich stilistisch an das von Kurt Hohenberger an. Mit seinem Bar-Orchester nahm er in den frühen 1940er-Jahren u. a. für Brunswick Records eine Reihe von 78ern auf wie Tullio's Rhythymen, Sie Will Nicht Blumen und Nicht Schokolade (mit Johannes Heesters), Oi Marie (Oh Marie), Schenk Mir Dein Photo, Melodie in F, Melanie, Peter, Peter, wo warst Du heute Nacht? In seiner Berliner Band spielten Alfredo Marzaroli (Trompete), Francescho Paolo Ricci (Saxophon, Klarinette), Ernesto Eraldo Ramanoni (Piano), Alfio Grasso (Gitarre), Carlo Becori (Bass) und Alfredo Bartole (Schlagzeug), ferner Coco Schumann. Mobiglias Personal wurde laufend von den diversen Studio-Orchestern ausgeliehen. Nach seiner Rückkehr nach Italien 1943/44 nahm er in Mailand für Columbia Records auf. Im Bereich des Jazz war er zwischen 1941 und 1950 an acht Aufnahmesessions beteiligt.

## Diskographische Hinweise
- The complete Tullio Mobiglia (1941-1946) (Riviera Jazz Records, ed. 2001)

## Lexikalischer Eintrag
- Autori Vari (a cura di Gino Castaldo), Dizionario della canzone italiana, editore Armando Curcio (1990); alla voce Mobiglia Tullio di Enzo Giannelli, pag. 1105
- Adriano Mazzoletti, Il jazz in Italia, editore EDT, Torino, 2004
- Pierluigi Piji Siciliani, La canzone jazzata, editore Zona, 2007
- Jürgen Wölfer: Jazz in Deutschland. Das Lexikon. Alle Musiker und Plattenfirmen von 1920 bis heute. Hannibal, Höfen 2008, ISBN 978-3-85445-274-4.